# 1964年のバレーボール
1964年のバレーボール（1964ねんのバレーボール）では、1964年（昭和39年）のバレーボール関連の出来事をまとめる。

## できごと
- 1964年東京オリンピックでバレーボールが初めてオリンピックの正式種目に採用され、10月11日から10月23日にかけて競技が行われた。男子はソビエト連邦、女子は日本が金メダルを獲得した。
- 南米選手権は、男女とも5連覇中であったブラジルの不参加により、男子はアルゼンチン、女子はペルーが初優勝を飾った。
- FIVB加盟（その9） - アルジェリア、イングランド、エルサルバドル、カメルーン、クウェート、ケニア、コートジボワール、コンゴ共和国、コンゴ民主共和国、サウジアラビア、タイ、チャド、トリニダード・トバゴ、ニジェール、ブルキナファソ、ベナン、マダガスカル、マリ、マレーシア、モーリタニア、中央アフリカの21カ国。

## 国際大会
- 東京オリンピック
  - 男子
    - 金メダル： ソビエト連邦
    - 銀メダル： チェコスロバキア
    - 銅メダル： 日本

  - 女子
    - 金メダル： 日本
    - 銀メダル： ソビエト連邦
    - 銅メダル： ポーランド
- 南米選手権
  - 男子
    - 金メダル： アルゼンチン
    - 銀メダル： ベネズエラ
    - 銅メダル： ウルグアイ

  - 女子
    - 金メダル： ペルー
    - 銀メダル： パラグアイ
    - 銅メダル： アルゼンチン

## 国内大会

### 日本
- 全日本総合選手権
  - 男子6人制
    - 決勝：松下電器 3-1 富士フイルム

  - 女子6人制
    - 決勝：ニチボー貝塚 3-1 倉紡倉敷

  - 男子9人制
    - 決勝：富士フイルム 2-0 日本ビクター

  - 女子9人制
    - 決勝：帝人岩国 2-1 東邦レース

- 第13回全日本都市対抗
  - 男子
    - 1位：松下電器
    - 2位：富士フイルム
    - 3位：東レ九鱗会、日本鋼管

  - 女子
    - 1位：ニチボー貝塚
    - 2位：倉紡倉敷
    - 3位：ヤシカ、鐘紡四日市

## 誕生
- 2月24日 - 楊成太
- 4月16日 - 神林正文
- 7月25日 - 植田辰哉
- 10月27日 - ジャルコ・ペトロビッチ  （+2007年）
- 12月9日 - ペーター・ブランジェ